# Patrimonio: una historia verdadera
Patrimonio: una historia verdadera es un libro de 1991 escrito por el autor estadounidense Philip Roth.

## Resumen del argumento
El libro es una memoria de la vida, enfermedad y muerte de Herman Roth, el padre del escritor, enfocándose en el periodo cuando fue diagnosticado de un tumor cerebral hasta su muerte.

## Recepción
El libro fue recibido positivamente por la crítica. L.S. Klepp de Entertainment Weekly le dio al libro una «A»: «Directo y sincero, incómodo y vigorizante, Patrimonio es un triunfo de la memoria impávida». Robert M. Adams del New York Review of Books también alabó el libro diciendo que era un «logro importante», mientras que R.Z. Sheppard de Time analizó la obra desde un punto étnico: «Hay una gran diferencia entre Portnoy's Complaint, con los padres judíos sacados de una obra de teatro, y Patrimonio, el panegírico perfecto para un terco anciano de la tribu. Sin embargo, al celebrar la vida de su padre, y por implicación la fuente de su propio carácter, Roth no se ha alejado del camino que ha trazado para sí mismo: dramatizar la aventura de la asimilación con toda su ansiedad, humor e ilusiones. Como escritor e hijo, ya ha puesto los puntos sobre las íes». Adicionalmente, el crítico Robert Pinsky de The New York Times Book Review escribió que «de una manera astutamente directa, Patrimonio narra una de las historias verdaderas principales que son compartidas por muchos estadounidenses actualmente: el trabajo agonizante y algunas veces cómico de una familia y un padre o madre moribundo que deben de manejar sus lealtades y rencores del pasado mientras se enfrentan a un futuro diferente dictado por las presiones invasivas pero benignas de la medicina moderna y sus tecnologías, burocráticamente organizadas. La lucha que Roth retrata con detalles vivaces podría ser resumido abstractamente como el esfuerzo de mantener la muerte como solía serlo: un fenómeno del cuerpo y el alma de un ser humano particular... Es un espíritu que corresponde al genio gloriosamente pragmático e impredecible de los dones narrativos de Philip Roth».
El libro fue galardonado con el Premio del Círculo de Críticos Nacional del Libro de 1991 en la categoría de Biografía/Autobiografía.